# کنرادسرویت
کنرادسرویت (به آلمانی: Konradsreuth) یک شهر در آلمان است که در بایرن واقع شده‌است.

## خصوصیات
کنرادسرویت ۴۳٫۳۲ کیلومترمربع مساحت دارد ۵۵۲ متر بالاتر از سطح دریا واقع شده‌است.